# Terre di Pedemonte
Terre di Pedemonte je obec ve švýcarském kantonu Ticino, okresu Locarno. Žije zde přibližně 2 600 obyvatel.

## Geografie

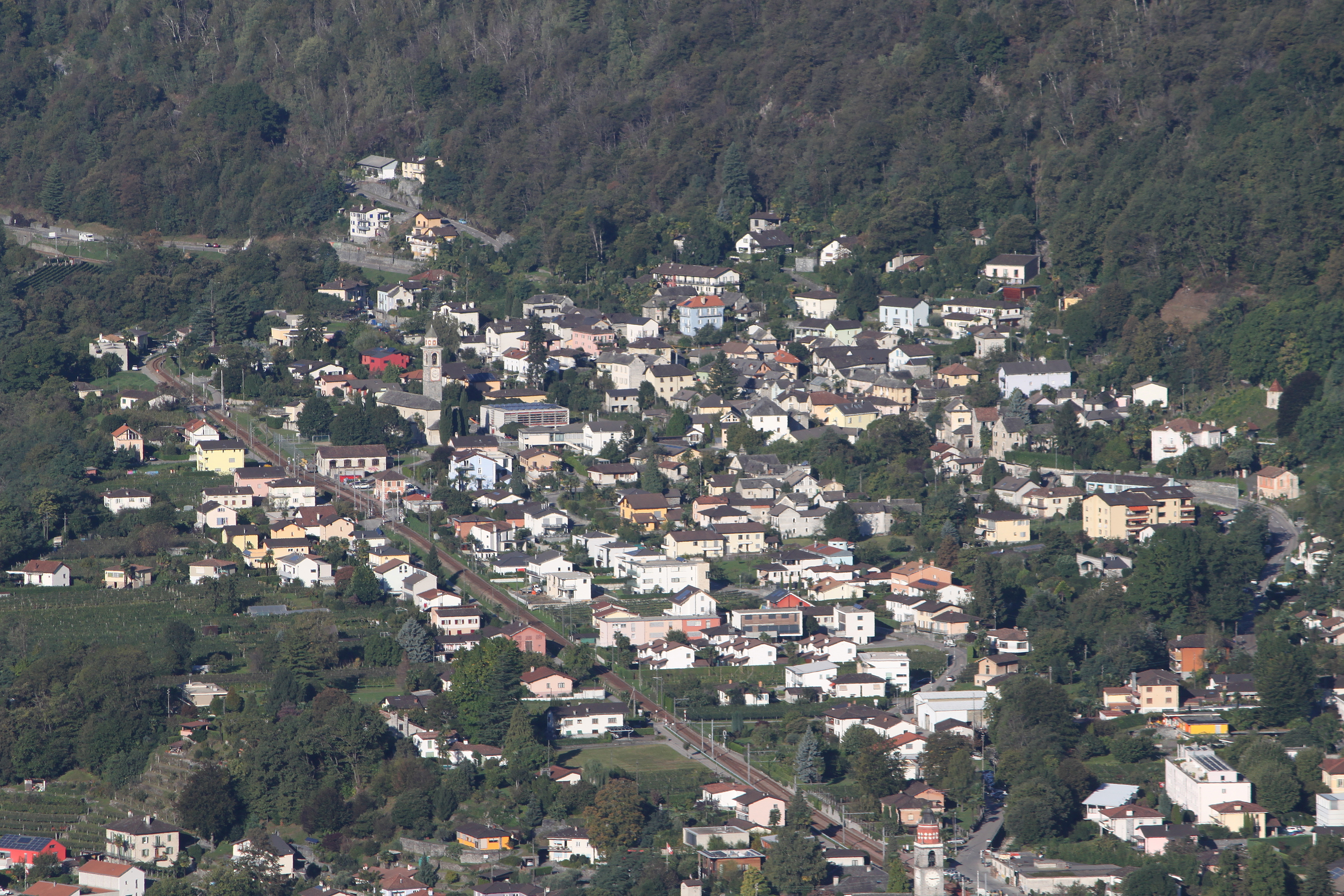
Cavigliano

Obec se nachází u vstupu do oblasti Centovalli, severozápadně od okresního města Locarna.
Sousedními obcemi jsou Avegno Gordevio, Centovalli, Locarno, Losone a Maggia.

## Historie
Nová obec vznikla 14. dubna 2013 ze stávajících obcí Cavigliano, Tegna a Verscio.
Projekt oživil dřívější plán. Dne 22. září 2002 se konalo poradní hlasování o projektu sloučení obcí Tegna, Verscio a Cavigliano s pracovním názvem Pedemonte. Projekt byl po odmítnutí voliči obce Tegna odložen. V roce 2011 bylo sloučení schváleno také v referendu v Tegně. Název sloučené obce měl původně znít Tre Terre. V roce 2012 byl název změněn na Terre di Pedemonte.

## Obyvatelstvo
| Vývoj počtu obyvatel | Vývoj počtu obyvatel | Vývoj počtu obyvatel | Vývoj počtu obyvatel | Vývoj počtu obyvatel | Vývoj počtu obyvatel | Vývoj počtu obyvatel | Vývoj počtu obyvatel | Vývoj počtu obyvatel |
| -------------------- | -------------------- | -------------------- | -------------------- | -------------------- | -------------------- | -------------------- | -------------------- | -------------------- |
| Rok                  | 2010                 | 2011                 | 2012                 | 2013                 | 2014                 | 2015                 | 2016                 | 2020                 |
| Počet obyvatel       | 2523                 | 2537                 | 2566                 | 2609                 | 2609                 | 2618                 | 2608                 | 2627                 |

## Doprava
Obec je napojena na síť veřejné dopravy autobusovou linkou Postauto z Locarna. Obcí prochází také železniční trať z Locarna do italské Domodossoly.